# Cantó de Morsang-sur-Orge

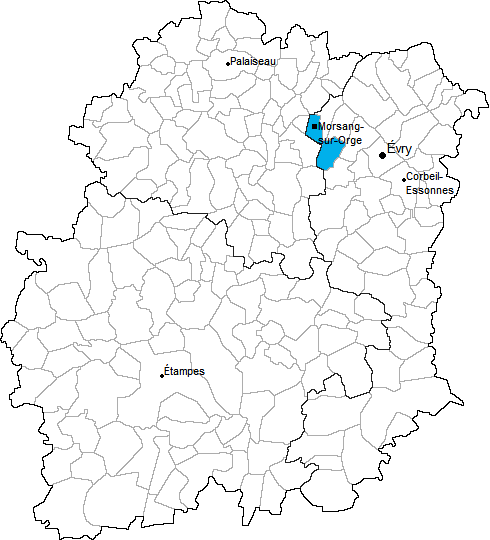
Localització.

El cantó de Morsang-sur-Orge és un antic cantó francès del departament d'Essonne, que estava situat al districte d'Évry. Comptava amb 2 municipis i el cap era Morsang-sur-Orge.
Va desaparèixer al 2015 i el seu territori es va dividir entre el cantó de Ris-Orangis i el cantó de Sainte-Geneviève-des-Bois.

## Municipis
- Fleury-Mérogis
- Morsang-sur-Orge

## Història
| Data d'elecció                           | Identitat           | Partit | Qualitat |
| ---------------------------------------- | ------------------- | ------ | -------- |
| 1976-1992                                | Geneviève Rodriguez | PCF    |          |
| 1992-1998                                | Antoine Charrin     | UDF    |          |
| 1998-                                    | Marjolaine Rauze    | PCF    |          |
| les dades anteriors no són pas conegudes |                     |        |          |
|                                          |                     |        |          |

## Demografia
| A partir de 1990: Població sense dobles comptes |